# المشاطنة (أسلم)

تعديل مصدري - تعديل

المشاطنة هي إحدى قرى عزلة أسلم اليمن بمديرية أسلم التابعة لمحافظة حجة، بلغ تعداد سكانها 108 نسمة حسب تعداد اليمن لعام 2004.